# Tomás Pina Isla
Tomás Pina Isla (Ciudad Real, 14 d'octubre de 1987) és un exfutbolista professional castellà, que jugava com a defensa central.

## Trajectòria esportiva

### Mallorca
Pina va néixer a Villarta de San Juan, Ciudad Real, Castella-la Manxa. Després d'acabar el seu desenvolupament futbolístic amb el CD Móstoles amateur, es va traslladar al RCD Mallorca l'estiu del 2008.
Tomás Pina, migcampista del filial mallorquí anava convocat amb el primer equip per primera vegada en el 20è compromís de Lliga BBVA de la temporada 2009/10. El Mallorca jugava el seu primer partit de la segona volta contra el Xerez i en el minut 81, Gregorio Manzano el deixava debutar, va entrar al terreny de joc per Bruno China. El migcampista aquesta temporada alterna primer i segon equip i és una de les promeses dels joves futbolistes del RCD Mallorca. Va passar la gran majoria de la seva primera temporada professional amb el filial mallorquinista, a la Segona Divisió B.

### Vila-real CF
El 5 de juliol del 2013 es va fer oficial el seu traspàs al Vila-real CF després del descens de categoria del RCD Mallorca. El jugador va firmar un contracte per cinc temporades amb l'equip groguet. Va marcar el seu primer gol amb el seu nou equip el 4 d'octubre, titular i marcant l'últim en una victòria a casa per 3-0 contra el Granada CF.
Pina va jugar molt habitualment durant els seus tres anys a l'Estadi El Madrigal amb el suport del tècnic Marcelino García Toral, ja fos com a titular o com a substitut. A la campanya 2015–16 va participar en 36 partits en totes les competicions, i el seu únic gol va ajudar a eliminar la SSC Nàpols de la Lliga Europa de la UEFA.

### Club Brugge KV i Alavés
L'estiu del 2016 es va fer oficial el seu fitxatge pel Brugge belga per uns 3 milions de €. El 7 d'agost de l'any següent, va tornar a Espanya i a primera divisió després d'acordar un contracte de cessió d'un any amb el Deportivo Alavés amb una clàusula de compra.
El 12 d'agost de 2018, Pina va signar un contracte permanent de tres anys amb el Glorioso.

### Henan
Pina va fitxar pel Henan FC de la Superlliga xinesa el 28 de juliol de 2022.

### Reial Murcia
Pina es va incorporar al Real Múrcia de la Primera Federació el 30 d'agost de 2023.